# Jessheim
Jessheim är en tätort och stad som utgör centralort i Ullensakers kommun i Akershus fylke i sydöstra Norge. Orten ligger kring Jessheims station på Hovedbanen. Orten har 22 953 invånare (2022). I närheten ligger gravhögen Raknehaugen.
Namnet kommer av fornnordiskans Jasseimr eller Jesseímr. Den första leden är otolkad, medan den andra betyder 'hem'. Ursprungligen användes namnet om Hovins socken, från slutet av 1800-talet också om järnvägsstationen.

## Näringsliv
Orten är ett administrativt centrum med viktiga regionala funktioner, bland annat ett betydande handels- och servicecentrum för Øvre Romerike. Här finns industrier, bland annat en cementvarufabrik som utnyttjar de stora sand- och grusförekomsterna i omgivningen, och en trävarufabrik.
I Jessheim finns ett gymnasium och Romerike folkhögskola. Romerikes Blads lokalredaktion ligger på orten.

## Kommunikationer
Europaväg 6 går väster om Jessheim, och avståndet till Oslo längs vägen är 41 kilometer, längs järnvägen 45 kilometer. Orten är en viktig vägknutpunkt med fylkesväg 174 västerut till Gardermoen, Nannestad och Hurdal och österut till Kongsvingerveien (riksväg 2).

## Bilder

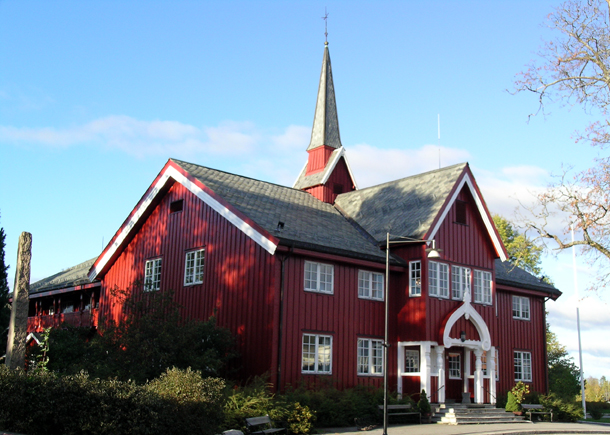
Gamla kommunhuset i Jessheim.
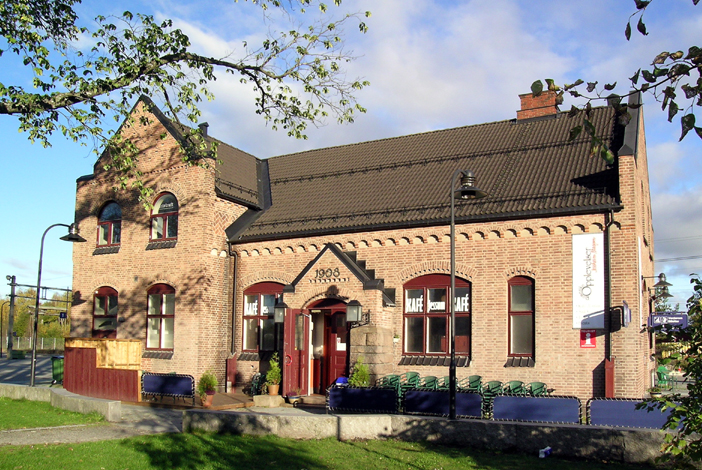
Jessheims station.